# Indawgyi
Indawgyi (burmesisk: အင်းတော်ကြီး) er en sø i Kachinstaten i Burma. Søen har et areal på 777 km². Der er over 20 landsbyer omkring søen. De fremherskende etniske grupper, der bor i søens omgivelser, er Shan og Kachin, som primært driver landbrug.[kilde mangler] Søen ligger 166 m.o.h., og er den vigtigste del af Indawgyi Lake Wildlife Sanctuary.
Et område på  1.337,15 km² blev i 2017 udpeget til biosfærereservat under UNESCOs Menneske og biosfære-programmet.